# Крайссайдс, Джордж
Джо́рдж Крайсса́йдс (англ. George D. Chryssides, род. 1945) — британский религиовед, специалист по новым религиозным движениям.

## Биография
Получил степени бакалавра по систематическому богословию и магистра гуманитарных наук по философии в Университете Глазго. В 1974 году получил степень доктора философии по философии религии в Оксфордском университете. 
В 2001—2008 годы — профессор и заведующий кафедрой религиоведения в Вулвергемптонском университете.
Почётный научный сотрудник по современному религиоведению Бирмингемского университета.
Член Совета управляющих ИНФОРМ.

## Научные взгляды
Дж. Крайссайдс — сторонник «простого» определения новых религиозных движений. Это, согласно ему, организация, основанная в последние 150 лет, которую трудно отнести к одной из основных религиозных традиций мира.

## Избранная библиография

### Монографии
- Chryssides G. D. The Advent of Sun Myung Moon: The Origins, Beliefs and Practices of the Unification Church. — Palgrave Macmillan, 1991. — 247 p. — ISBN 978-0-333-49698-5.
- Chryssides G. D. The Elements of Unitarianism. — Element Books, 1998. — 134 p. — ISBN 1-86204-247-0.
- Chryssides G. D. Exploring New Religions. — London: Continuum International Publishing Group, 1999. — 416 p. — ISBN 0-304-33651-3.
- Chryssides G. D. Unitarian Perspectives on Contemporary Social Issues. — London: Lindsey Press, 2003.
- Chryssides G. D. Historical Dictionary of Jehovah's Witnesses. — Scarecrow Press, 2008. — 240 p. — ISBN 0-8108-6074-0.
- Chryssides G. D. The A to Z of Jehovah's Witnesses. — Scarecrow Press, 2009. — 242 p. — ISBN 0-8108-6891-1.
- Chryssides G. D. Historical Dictionary of New Religious Movements. — Second Edition. — Lanham, London: Scarecrow Press, 2012. — 415 p. — ISBN 0-8108-4095-2.

### Статьи
- Is God a Space Alien? The Cosmology of the Raëllian Church (англ.) // Culture and Cosmos : journal. — Vol. 4, no. 1. — P. 36—53.
- The New Age: A Survey and Critique (неопр.) // Global Dialogue. — Т. 2, № 1. — С. 109—119. — ISSN 1450-0590.
- New Religious Movements - Some Problems of Definition (англ.) // Internet Journal of Religion : journal. — 1997. Архивировано 3 сентября 2010 года.
- Chryssides, George D.[англ.]. How Prophecy Succeeds: The Jehovah’s Witnesses and Prophetic Expectations (англ.) // International Journal for the Study of New Religions : journal. — 2010. — Vol. 1, no. 1. — P. 39. — ISSN 2041-952X. — doi:10.1558/ijsnr.v1i1.27.